# Joseph von Herberstein
Joseph Franz Stanislaus Graf von Herberstein, ab 1780 Herberstein-Moltke (auch Joseph Herberstein; * 13. November 1757; † 31. März 1816) war ein österreichischer Staatsmann. Er war zuletzt Präsident der Hofkammer in Wien.

## Leben
Herberstein absolvierte von 1765 bis 1779 die Ritterakademie Theresianum in Wien. 1780 erbte er von seinem Großvater Generalfeldmarschall Philipp Ludwig von Moltke Namen, Wappen und Güter und nannte sich von dann ab Herberstein-Moltke. Diese neubegründete Linie der Grafen Herberstein starb mit dem Tod seines Sohnes allerdings wieder aus.
Herberstein trat in den Staatsdienst ein. Er erlangte bereits 1781 die Aufmerksamkeit des Kaisers Joseph II. Nach einiger Zeit als Rat bei der Landesregierung von Niederösterreich wurde er 1798 Hofrat bei der Hofkammer, der Finanz- und Kommerzhofstelle, Ministerial- und Bancohofdeputation. Er galt als Kenner der Finanzwissenschaften und des Fabrikwesens, stieg zum Vizepräsidenten dieser Finanzbehörden auf und wurde Wirklicher Geheimer Rat. 1816 wurde er schließlich Präsident der Hofkammer, wobei er kurz darauf im Amt starb. In den Jahren 1810 bis 1816 war er Teil der Beratungen und Verhandlungen zur Regelung der österreichischen Finanzen. Er soll finanzwissenschaftliche Abhandlungen veröffentlicht haben.
Herberstein wurde von Kaiser Franz I. mit dem Zivil-Ehrenkreuz 1813/14 in Gold ausgezeichnet und war Ehrenmitglied der Akademie der bildenden Künste Wien. Er galt als bescheidener Menschenfreund.
Herberstein war Marie Aloisie, der Tochter des Kanzlers Leopold Wilhelm von Kolowrat-Krakowsky verheiratet.